# Ilsebill Becher
Ilsebill Becher, geborene Funk, (* um 1934) ist eine deutsche Dressurreiterin.
Sie besuchte bis 1953 die Sophienschule  Hannover. Sie startete für den Norddeutschen und Flottbeker Reiterverein. 1948 startete sie in einer Jugendprüfung beim Reitverein Isernhagen, beim ersten Turnier, das der Verein nach dem Krieg ausrichten konnte. In den 1950er Jahren war Ilsebill Funk mit den Hannoveranern Funkenspiel und Famos in L- und M-Dressuren erfolgreich.
1969 wurde Becher in Berlin deutsche Meisterin bei den Amazonen mit Mitsouko/Silverdream vor Eva-Maria Neckermann. Die Hannoveraner-Stute Mitsouko wurde 1960 von Willi Wilkens in Neulandermoor gezogen. Ihr Vater war Duellant, der Muttervater hieß Folgsam.
Zu den Olympischen Sommerspielen 1972 wurde die deutsche Schulquadrille wiederbelebt, unter der Anleitung von Albert Stecken wurde diese bei der Abschlussfeier von zwölf der besten deutschen Dressurreiter vorgeführt (Reiner Klimke mit York, Liselott Linsenhoff mit Piaff, Wolfgang Haug mit Lorlot, Karin Schlüter mit Liostro, Josef Neckermann mit Venetia, Ilsebill Becher mit Mitsouko, Willi Schultheis mit Armagnac, Inge Theodorescu mit Marzio, Walter Günther mit Partisan, Gabriela Grillo mit Honduras, Harry Boldt mit Ariadne, Eva Maria Pracht mit Mazepa). Willi Schultheis und Walter Günther waren bereits in den 1940er Jahren an den Vorführungen der Schulquadrille beteiligt.
Bei der Europameisterschaft im Dressurreiten in der ukrainischen Hauptstadt Kiew 1975 gewann Christine Stückelberger auf Granat in der Einzelkonkurrenz und Ilsebill Becher erreichte auf Mitsouko Platz sechs. Im Teamwettbewerb gewann Ilsebill Becher auf Mitsouko mit der deutschen Equipe Harry Boldt mit Woycek und Karin Schlüter auf Lilostro die Goldmedaille.
1978 in München gewann Ilsebill Becher mit dem Hengst Elektron wiederum die Deutsche Meisterschaft bei den Amazonen. Elektrons Vater war der schwedische Stempelhengste Gaspari. 1978 und 1979 gewann sie wieder mit „Electron“ bei den Amazonen das Deutsche Dressurderby in Hamburg.
Sie war bis zu seinem Tod verheiratet mit dem Kaufmann und ehemaligen SS-Standartenführer Kurt Becher (1909–1995) und war Geschäftsführerin u. a. der Kölner Außenhandelsgesellschaft & Co. KG, der Kurt A. Becher Handelsgesellschaft mit beschränkter Haftung u. der Kurt A. Becher Grundstücksgesellschaft mbH & Co. KG.